# Боб (Качаник)
Боб (алб. Bob) је насеље у општини Качаник на Косову и Метохији. Атар насеља се налази на територији катастарске општине Боб површине 433 ha. Село је удаљено непун километар од насеља Качник. Старо село је уништено у Аустријско-турском рату 1689/90. године. На месту које се зове Киша (Црква) налазе се остаци црквене грађевине која је имала две фазе градње: старију — рановизнатијску, и новију — из српског позног средњег века (14 -15. век). Уз цркву је и старо гробље.

## Демографија
Насеље има албанску етничку већину.
Број становника на пописима:
- попис становништва 1948. године: 387
- попис становништва 1953. године: 450
- попис становништва 1961. године: 528
- попис становништва 1971. године: 627
- попис становништва 1981. године: 1070
- попис становништва 1991. године: 1134